# Imperial (Automarke)
Imperial war die Prestigemarke des US-amerikanischen Automobilkonzerns Chrysler. Bereits vor und kurz nach dem Zweiten Weltkrieg war der Name Imperial als Modellbezeichnung für die teuersten Baureihen Chryslers verwendet worden. Zu dieser Zeit hießen die Fahrzeuge Chrysler Imperial. Zum Modelljahr 1955 wurde Imperial zu einer eigenständigen Marke innerhalb des Konzerns. Imperial konkurrierte mit Cadillac und Lincoln, den Spitzenmarken von General Motors bzw. Ford, deren Produktionszahlen die Marke allerdings nie erreichte. 1975 stellte Chrysler die Marke Imperial ein, gebrauchte den Namen Imperial aber von 1981 bis 1983 sowie von 1990 bis 1993 erneut als Modellbezeichnung für die jeweiligen Spitzenmodelle der Chrysler-Reihe.

## Imperial als eigenständige Marke

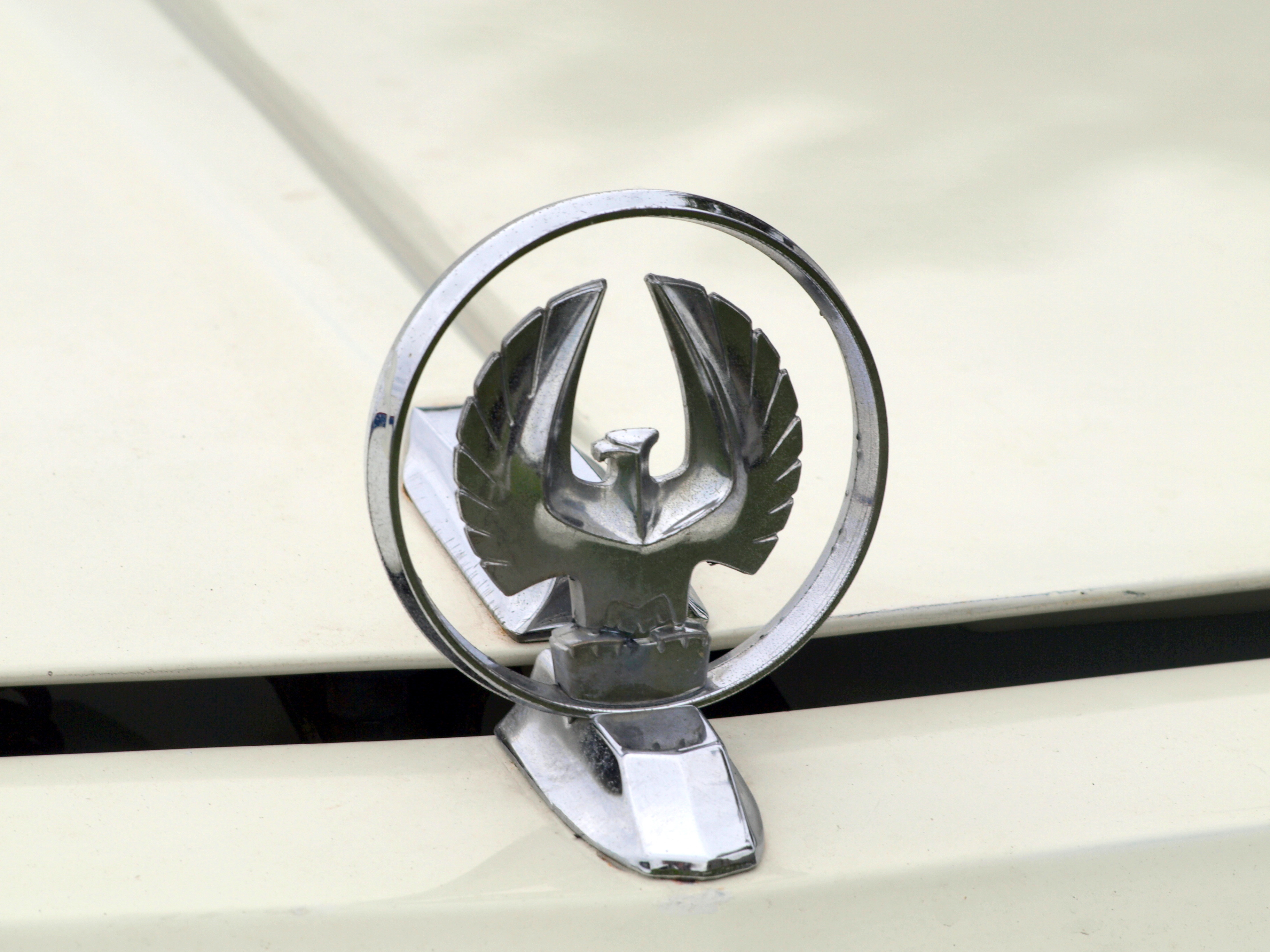
Wappen der Marke Imperial: Kaiserlicher Adler

Zu Beginn der 1950er Jahre war der Chrysler-Konzern viergleisig aufgestellt. Im gehobenen Marktsegment trat der Konzern mit der Marke Chrysler an, darunter waren die Marken Dodge, DeSoto und Plymouth positioniert, wobei DeSoto eine leicht sportliche Ausrichtung hatte, während Plymouth den Bereich der Basismotorisierung abdeckte. Anders als General Motors und Ford hatte Chrysler zu dieser Zeit keine eigenständige Marke in der Oberklasse. Dieses Segment wurde stattdessen mit hochwertig ausgestatteten Varianten der Chrysler-Modelle bedient, die teurer als die Modelle Chrysler Windsor, Saratoga und New Yorker waren und als Chrysler Imperial verkauft wurden. Die Zugehörigkeit dieser Modelle zur Marke Chrysler, die auch zu den Massenherstellern gehörte, wirkte sich nach Ansicht des Managements verkaufshindernd aus, weil dem Namen Chrysler weniger Strahlkraft beigemessen wurde als etwa Cadillac oder Lincoln. 1953 fiel deshalb im Konzern die Entscheidung, Imperial zu einer eigenständigen Marke zu machen. Nachdem die Werbung bereits im Laufe des Jahres 1954 wiederholt die Eigenständigkeit der seinerzeit noch Chrysler Imperial genannten Modelle betont hatte, gab Chrysler in einer Presseerklärung vom 9. November 1954 die Gründung der Imperial Division bekannt. Die Etablierung der Marke wurde in den folgenden Monaten begleitet von der „größten Werbekampagne der Automobilgeschichte“. Das Markenzeichen Imperials war ein stilisierter Adler, der als Kühlerfigur und als Ornat auf diversen Karosserieteilen angebracht war.
Zeitgenössische Testberichte sahen die Imperials vielfach als mindestens gleichwertig mit den Cadillac- und Lincoln-Modellen an. Dennoch erreichte Imperial zu keiner Zeit die Produktionszahlen der Konkurrenten. Anders als Cadillac und Lincoln distanzierte sich Imperial technisch und stilistisch vielfach nur wenig von den Fahrzeugen der anderen Konzernmarken. Die Ähnlichkeiten waren beabsichtigt. Chrysler erhoffte sich dadurch eine verkaufsfördernde Ausstrahlungswirkung auf die preiswerteren Großserienmodelle der anderen Konzernmarken. Dieser Ansatz wirkte sich allerdings zulasten von Imperial aus, denn die deutliche Familienähnlichkeit relativierte die Exklusivität von Chryslers Oberklassenmarke, die so an Attraktivität verlor. Vor allem in der Öffentlichkeitswahrnehmung blieben die Imperials deshalb lange „die großen Chrysler“. Chrysler wich Mitte der 1960er Jahre kurzzeitig von diesem Konzept ab, kehrte aber bald wieder zur Einheitskarosserie zurück. Insbesondere in den 1970er Jahren waren die Imperials nur noch besonders hochwertig ausgestattete Chrysler-Modelle mit verfremdeten Front- und Heckpartien. Auch das Verkaufsmarketing trug nicht dazu bei, die Eigenständigkeit der Imperials zu betonen: Viele Händler stellten die Imperials direkt neben den weit preiswerteren Chrysler-Modellen aus.
Auf dem Höhepunkt der ersten Ölkrise sanken die Absätze Imperials auf niedrige fünfstellige Zahlen. Da sich Chrysler zu dieser Zeit außerdem in erheblichen wirtschaftlichen Schwierigkeiten befand, stellte der Konzern die Marke Imperial mit Ablauf des Modelljahrs 1975 ein.

## Die Modelle

### Strukturierung der Modellpalette
Imperial begann in den Jahren 1955 und 1956 mit Einheitsmodellen. Die Fahrzeuge hießen einheitlich Imperial und wurden nur durch ihre Aufbauform (Hardtop Coupé bzw. Hardtop Sedan) unterschieden. Beginnend mit dem Modelljahr 1957 präsentierte Imperial eine in mehrere Modelle gegliederte Palette:
- Der Imperial Custom war das Einstiegsmodell.
- Als Imperial Crown wurde die mittlere Baureihe bezeichnet.
- Die Spitzenversion erhielt die Bezeichnung Imperial LeBaron.

Alle Imperial-Baureihen waren äußerlich und technisch weitestgehend identisch. Sie unterschieden sich lediglich durch die Ausstattung und in einzelnen Jahrgängen auch durch Stylingdetails, im Falle des LeBaron vor allem durch eine eigenständige Form des Dachs im Bereich der C-Säule.
Diese Differenzierung behielt Imperial bis 1963 bei. Zum Modelljahr 1964 entfiel zunächst die Baureihe Custom, sodass der Crown zur Basisversion wurde. Mit Ablauf des Modelljahrs 1970 stellte Imperial dann auch die Crown-Reihe ein. Damit war der LeBaron das einzige Modell der Marke.

### Erste Generation: 1955–1956

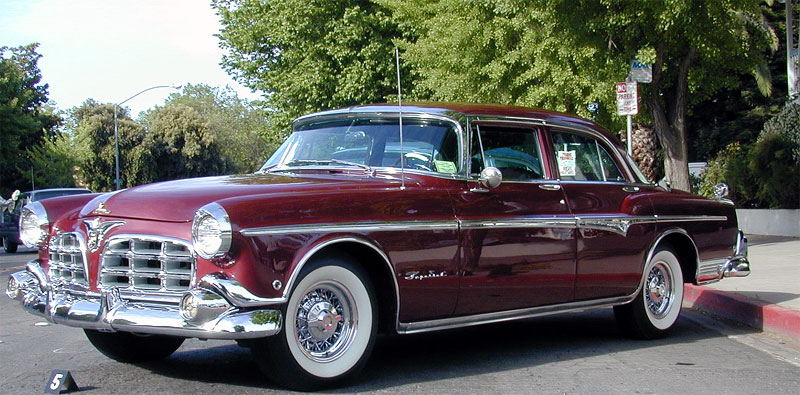
Imperial Four Door Sedan (C-69)

Die ersten Modelle der Marke Imperial wurden im November 1954 vorgestellt. Sie gehörten bereits zum Modelljahr 1955. Es waren viertürige Limousinen und zweitürige Coupés. Im ersten Jahr trugen diese Standardmodelle die interne Werksbezeichnung C-69, im folgenden Jahr wurde die weiterentwickelte Version als C-73 bezeichnet. Hinzu kam eine in geringen Stückzahlen produzierte Repräsentationslimousine Crown Imperial (C-70).
Die ersten eigenständigen Imperials waren technisch und stilistisch eng mit den größten Chrysler-Modellen verwandt. Sie nutzten den gleichen Kastenrahmen wie der Chrysler New Yorker, hatten aber einen im Vergleich dazu um 100 mm (1955) bzw. 180 mm (1956) längeren Radstand. Die Radaufhängung entsprach der der zeitgenössischen Chrysler-Kombis. Der Imperial von 1955 gilt als eines der ersten US-amerikanischen Automobile, die serienmäßig mit Scheibenbremsen ausgestattet waren. Antrieb übernahm im Achtzylinder-V-Motor vom Typ Firepower, der 1955 einen Hubraum von 5.424 cm³ (331 Kubikzoll) mit einer Leistung von 250 brutto-PS (SAE) hatte; 1956 wurde der Hubraum auf 5.801 cm³ (354 Kubikzoll) erhöht; die Motorleistung stieg auf 280 brutto-PS (SAE).
Das Design der Imperial-Modelle ging auf Virgil Exner zurück. Ihre Karosserie entsprach zwar in ihrer Grundstruktur der der großen Chrysler-Modelle; einige Karosserieteile des Imperial und des Chrysler New Yorker waren sogar untereinander austauschbar. Allerdings hatten die Imperial einige eigenständige Merkmale. Dazu gehörte der zweigeteilte Kühlergrill, die Form der C-Säule und die auf die hinteren Kotflügel aufgesetzten Rückleuchten (Gunsight Taillights), die je nach Quelle stilisierte Torpedos oder Handfeuerwaffen darstellen sollten.
Den Imperial der Modelljahre 1955 und 1956 gab es lediglich als geschlossenes Fahrzeug. Zwar wurde 1955 ein einzelnes Cabriolet hergestellt; es blieb allerdings ein Prototyp. Serienmäßig lieferbar war eine viertürige Limousine, die 1955 als Four Door Sedan und 1956 als Southampton Hardtop Sedan bezeichnet wurde, sowie ein zweitüriges Coupé, das 1955 Newport Hardtop Coupé und 1956 Southampton Hardtop Sedan hieß.
In den ersten beiden Modelljahren verkaufte Imperial zusammen 21.716 Limousinen und Coupés. Cadillac setzte im gleichen Zeitraum annähernd 300.000 Fahrzeuge ab, und Fords Luxusmarke Lincoln kam auf 78.000 verkaufte Fahrzeuge.

### Zweite Generation: 1957–1963

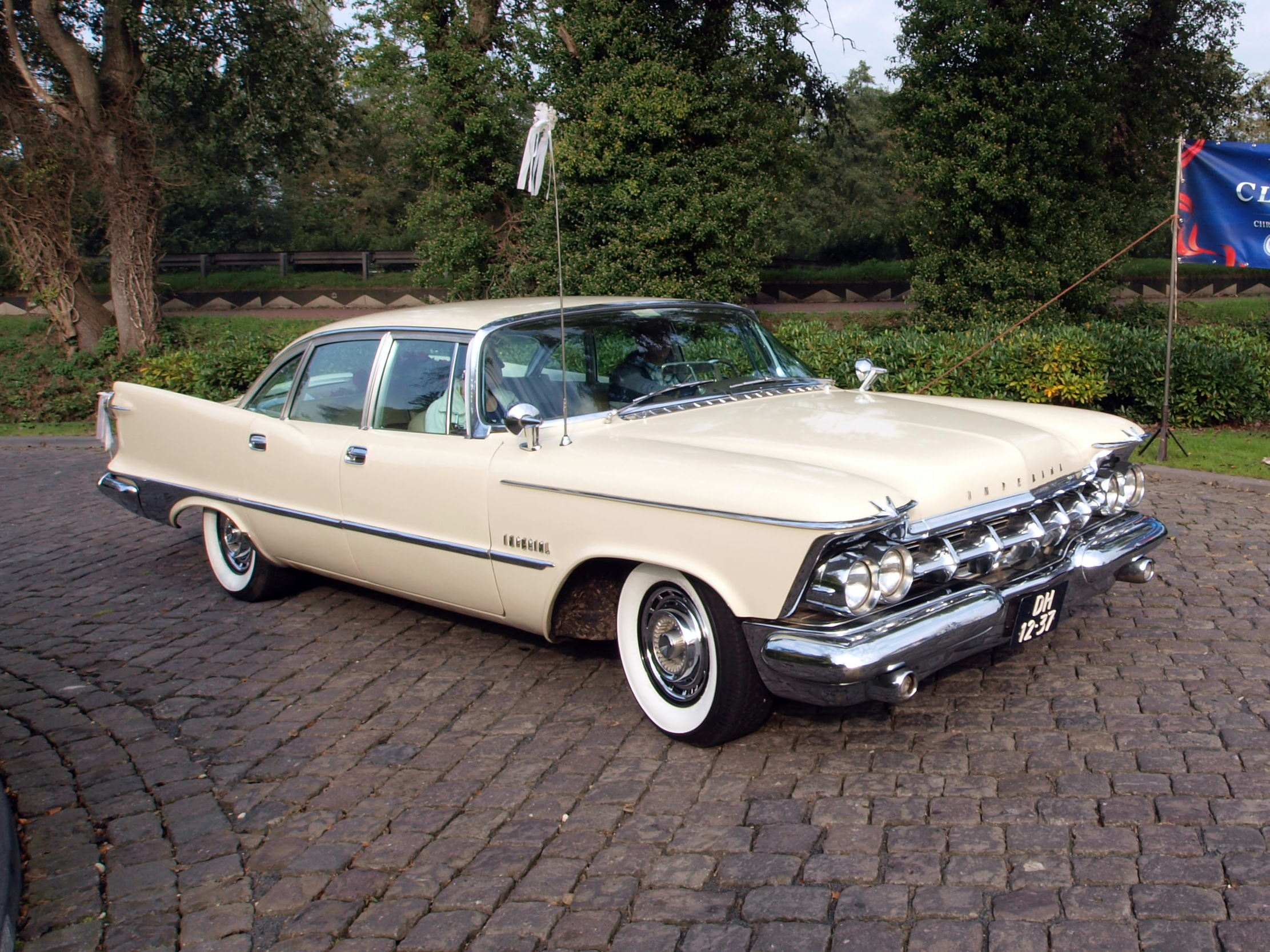
Imperial Hardtop Sedan (1959)

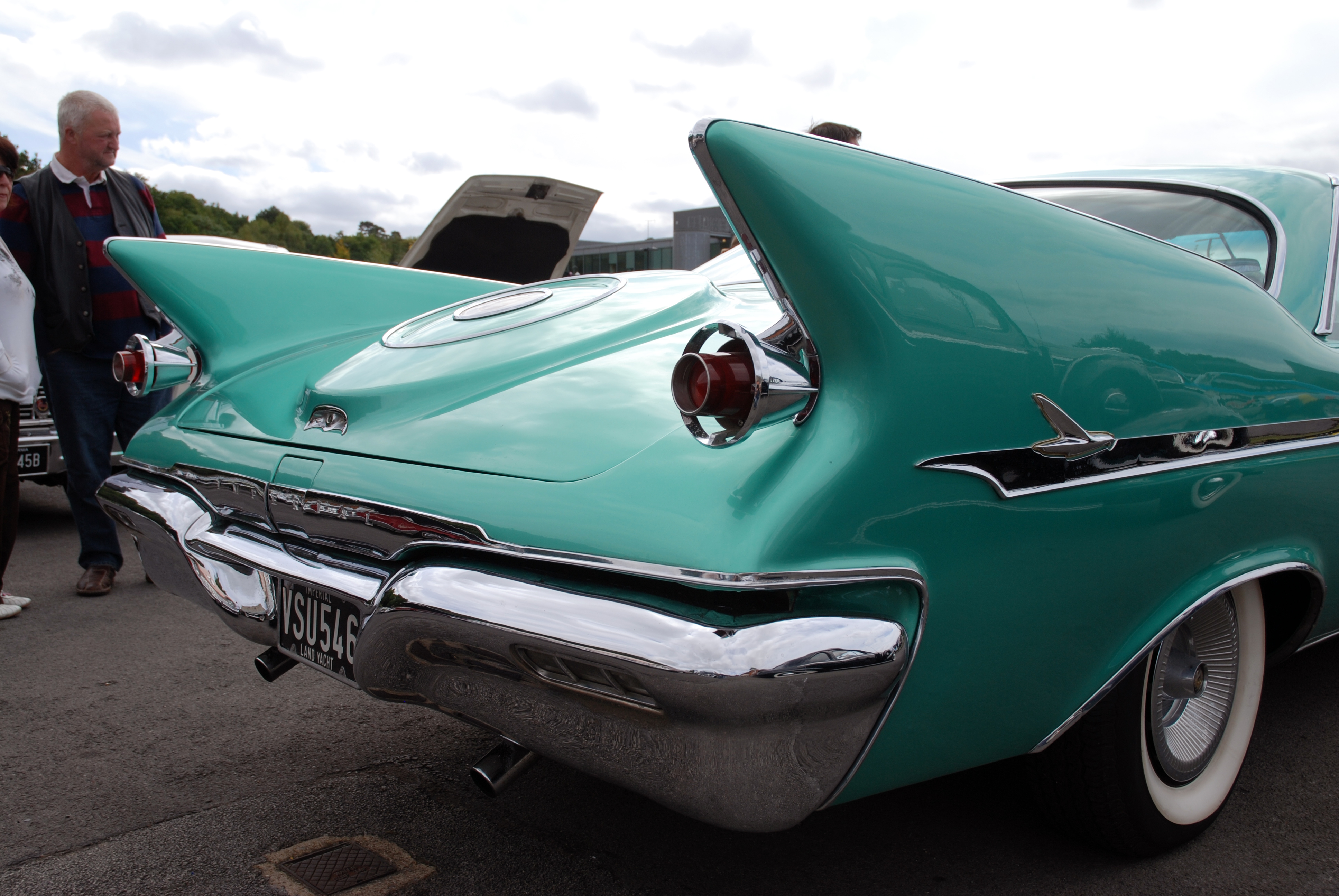
Heckflossen des 1961er Jahrgangs

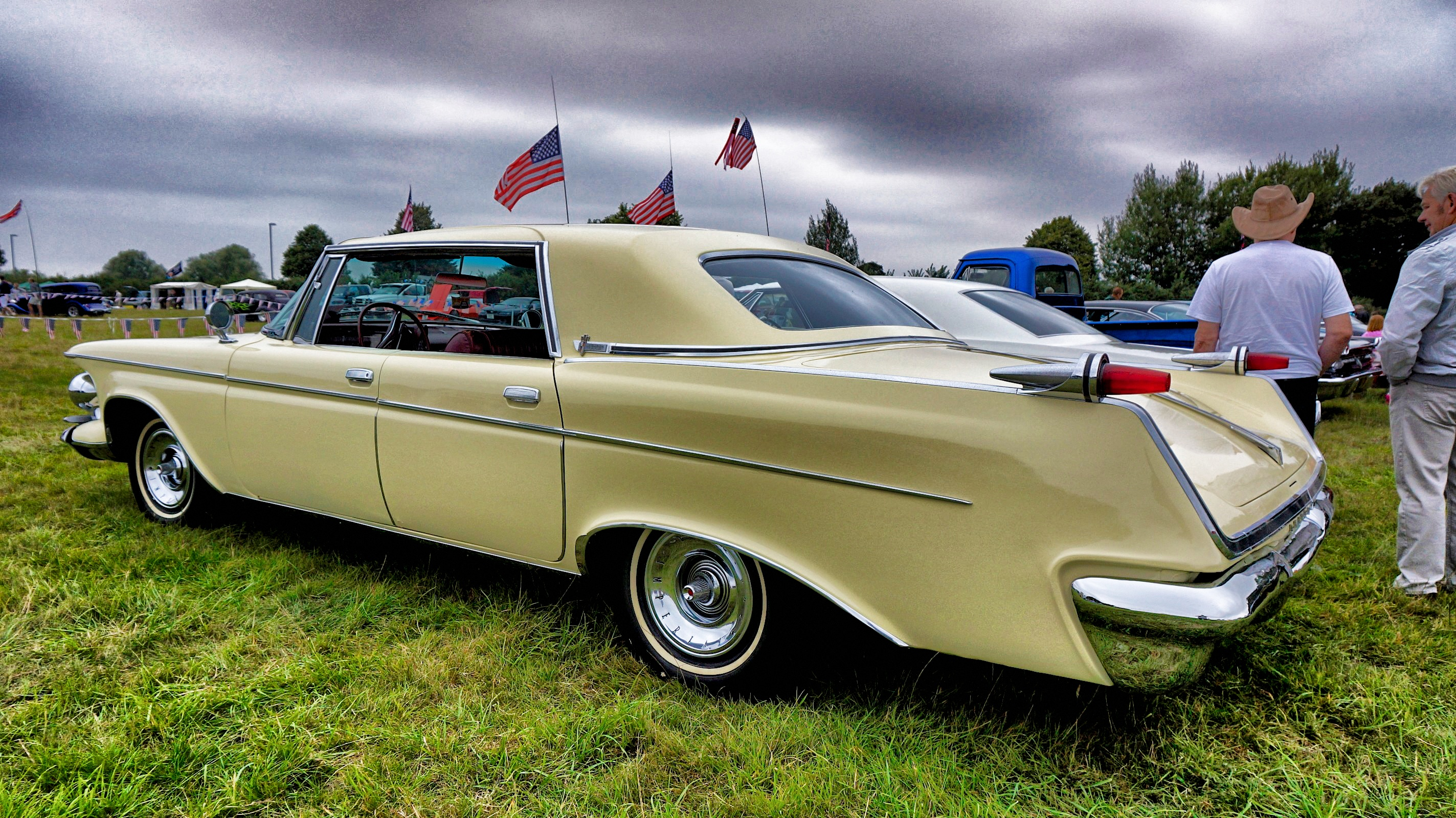
Ohne Heckflossen: Jahrgang 1962

Zwei Jahre nach der Etablierung von Chryslers Oberklassemarke erschien die zweite Imperial-Generation. In ihr lassen sich die Modelljahre von 1957 bis 1963 zusammenfassen. In dieser Zeit änderte sich das Design jährlich, und jedes neue Modelljahr brachte technische Neuerungen. Im Wesentlichen unverändert blieb über die Jahre allerdings das separate Chassis und die Grundstruktur der Karosserie.
Mit dem Modelljahr 1957 stellte Imperial eine in drei Ebenen gegliederte Modellpalette auf, die bis 1963 beibehalten wurde: Die preiswerteste Modellreihe hieß Imperial Custom. Die mittlere Modellreihe übernahm die Bezeichnung Crown, die bislang für die verlängerten Repräsentationslimousinen genutzt worden war. Die hochwertigste Modellreihe schließlich hieß Imperial LeBaron. Alle Imperial-Modelle waren technisch und stilistisch identisch; sie unterschieden sich lediglich durch spezielle Dekorelemente und den Umfang der Serienausstattung voneinander.
Die Imperial-Modelle verwendeten ab 1957 einen neu konstruierten Kastenrahmen, den bis 1959 auch die anderen Full-Size-Fahrzeuge des Chrysler-Konzerns nutzten. Die Radaufhängung entsprach ebenfalls den großen Chrysler-Modellen. Imperial behielt das separate Chassis auch in den Jahren ab 1960 bei, als bereits alle anderen Marken des Chrysler-Konzerns auf selbsttragende Karosserien umgestellt hatten. Als Antrieb verwendeten die Imperials den größten Achtzylinder-Ottomotor des Chrysler-Konzerns. In den ersten Modelljahren hatte er einen Hubraum von 6.423 cm³ (392 Kubikzoll) und leistete 325 Netto-PS (SAE). Im Modelljahr 1959 wurde er durch einen 6.767 cm³ (413 Kubikzoll) großen Motor mit kegelförmigen Brennräumen und einer Leistung von anfänglich 340–350 Netto-PS (SAE) ersetzt.
Die Karosserien waren auf den Rahmen aufgesetzt. Von 1957 bis 1959 gab es eine viertürige Limousine mit drei Seitenfenstern und Mittelpfosten (Four Door Sedan), ferner eine viertürige Limousine mit zwei Seitenfenstern und ohne Mittelpfosten (Southampton Hardtop Sedan), ein zweitüriges Southampton Coupé mit einer Dachform, die der des Southampton Hardtop Sedan entsprach, sowie erstmals ein viersitziges Cabriolet.
Stilistisch setzte die zweite Imperial-Generation wie alle anderen Chrysler-Modelle, die 1957 vorgestellt wurden, Virgil Exners Forward Look um. In Details änderte sich das Design der Imperials in jedem Modelljahr. Im Laufe des Modellzyklus wuchsen die Heckflossen auf ein Rekordmaß, bevor sie schrittweise schrumpften und im letzten Jahr völlig verschwanden. Besonderes Merkmal der Jahrgänge 1957 bis 1959 waren Heckflossen, die sich ab der Mitte des Wagens aus der Gürtellinie heraus entwickelten. Diese Grundstruktur blieb bis 1959 erhalten; die einzigen Detailänderungen betrafen in diesen Jahren den Kühlergrill, die Stoßstangen und die Scheinwerfer. Zum Modelljahr 1960 gestaltete Imperial einige Blechteile neu; das betraf vor allem die Heckflossen, die nun prägnanter waren. Ein Jahr später gab es erneut eine neue Karosserie, die Elemente klassischen Automobildesigns wie frei stehende Scheinwerfer zitierte. Das Design des 1961er Jahrgangs wurde kontrovers aufgenommen. Die amerikanische Presse bezeichnete es unter anderem als „wild“. Die Imperial-Modelle des Jahrgangs 1961 waren nicht erfolgreich. Der Absatz fiel gegenüber dem Vorjahr um mehr als 30 Prozent, was in erster Linie auf das Design zurückgeführt wurde. Virgil Exner verließ daraufhin den Chrysler-Konzern. Sein Nachfolger Elwood Engel, der den preisgekrönten Lincoln Continental entworfen hatte, überarbeitete die Imperials für die Modelljahre 1962 und 1963 und schuf Übergangsmodelle, die die Zeit bis zur Serienreife des völlig neu konstruierten 1964er Jahrgangs abdeckten. Die Frontpartie mit ihren freistehenden Scheinwerfern wurde beibehalten. Für das Modelljahr 1962 entfernte Engel allerdings die Heckflossen vollständig; 1963 entfielen schließlich auch die torpedoartigen freistehenden Rückleuchten, die zu einem Markenzeichen Imperials geworden waren. Stattdessen waren die Leuchteneinheiten in die hinteren Kotflügel integriert.

### Dritte Generation: 1964–1966

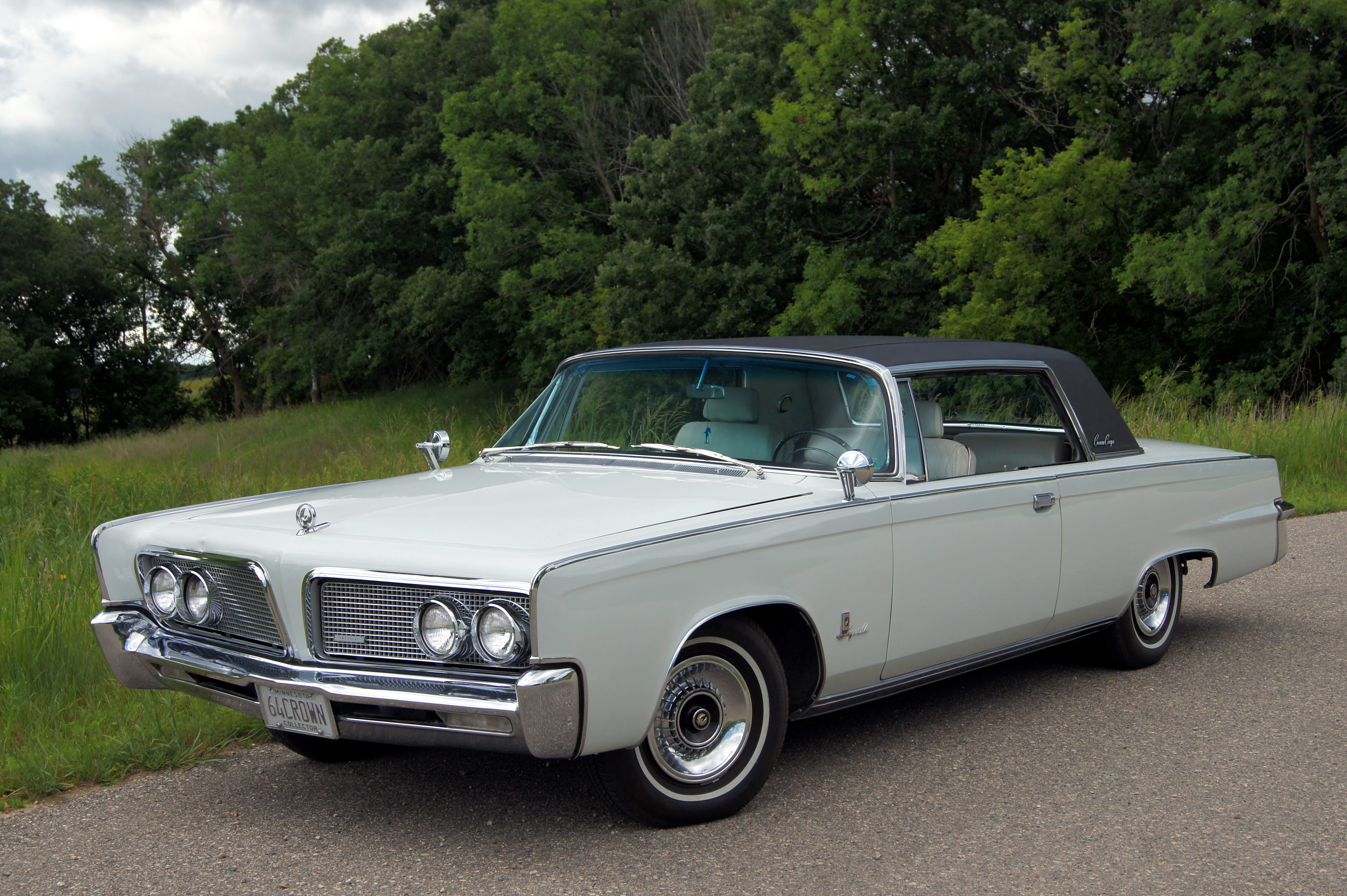
Imperial Crown Coupé (1964)

Zum Modelljahr 1964 erschien eine neue Imperial-Generation. Anders als in der vorangegangenen Generation, bestand die Modellpalette jetzt nur noch aus zwei Reihen. Die Custom-Reihe wurde eingestellt. Der bisher im mittleren Segment positionierte Imperial Crown wurde zum Einstiegsmodell; der LeBaron hingegen behielt seine Spitzenposition innerhalb der Marke und damit innerhalb des Chrysler-Konzerns bei.
Für die dritte Modellgeneration behielt Imperial weiterhin den separaten Kastenrahmen bei, der seit 1957 verwendet wurde. Dadurch unterschied sich Imperial von den übrigen Chrysler-Marken, deren Full-Size-Modelle bereits seit 1960 selbsttragende Karosserien verwendeten. Auch in den Jahren von 1964 bis 1966 wurden alle Imperial-Reihen von den größten Achtzylindermotoren des Chrysler-Konzerns angetrieben. Anfänglich war es der aus den Vorjahren bekannte V8-Motor mit 6.767 cm³ (413 Kubikzoll) Hubraum und 340 Netto-PS (SAE). Zum Modelljahr 1966 erschien schließlich ein auf 7.210 cm³ (440 Kubikzoll) vergrößerter Achtzylindermotor, der bis zur Einstellung der Marke 1975 Standardantrieb aller Imperial-Modelle war.
Zum Modelljahr 1964 gab es eine neue Karosserie, die Elwood Engel gestaltet hatte. In dieser Modellgeneration hatten die Imperials erstmals eine eigenständige Karosserie, die keine Gleichteile mit den anderen Modellen des Chrysler-Konzerns verwendete. Sie hatte klare, „nüchterne Linien“ und orientierte sich an dem ebenfalls von Engel entworfenen Lincoln Continental. Die Form wurde gelegentlich als „Sharp Edge Design“ (etwa: scharfkantiges Design) bezeichnet und galt als zeitgemäß und anspruchsvoll („contemporary and sophisticated“). Der Kühlergrill war – wie bereits anfänglich – vertikal geteilt; ab 1966 trat ein großflächiges Gitter die Stelle des geteilten Grills. Die erst offenen Rundscheinwerfer waren ab 1965 hinter einer Glasabdeckung zusammengefasst. Der Kofferraumdeckel war am Heckabschluss ausgebuchtet; damit sollte die Abdeckung eines stehenden Reserverads stilisiert werden. Am Fahrzeugheck befand sich eine breite, verchromte Stoßstange, in deren äußere Enden die Rückleuchten eingelassen waren. Im Mittelteil befand sich der Tankeinfüllstutzen.
Die neue Modellgeneration war erfolgreich. Im ersten Modelljahr steigerte Imperial den Absatz im Vergleich zum Vorjahr um mehr als 50 Prozent; die Verkaufszahlen von Lincoln wurden allerdings nach wie vor nicht erreicht. 1965 fiel der Absatz von zuvor 23.295 Fahrzeugen auf 18.409 Exemplare, und 1966, im letzten Modelljahr der dritten Imperial-Generation, war wieder das Niveau von 1963 erreicht. Auf dem heimischen Markt konkurrierte Imperial nach wie vor in erster Linie mit Cadillac. Die Preise für das Einstiegsmodell Imperial Crown entsprachen bis auf 100 US-$ denen des Cadillac Sedan DeVille; der Imperial LeBaron war annähernd gleich teuer wie Cadillacs Spitzenmodell Cadillac Fleetwood Sixty Special.
Wie schon in den Jahren zuvor bot Imperial auch von dieser Modellgeneration eine verlängerte Limousine an. Die Crown Imperial Limousine wurde anfänglich erneut bei Ghia gefertigt. Zum Modelljahr 1965 beauftragte Chrysler allerdings das spanische Unternehmen Barreiros mit der Produktion der Limousine.

### Vierte Generation: 1967–1968

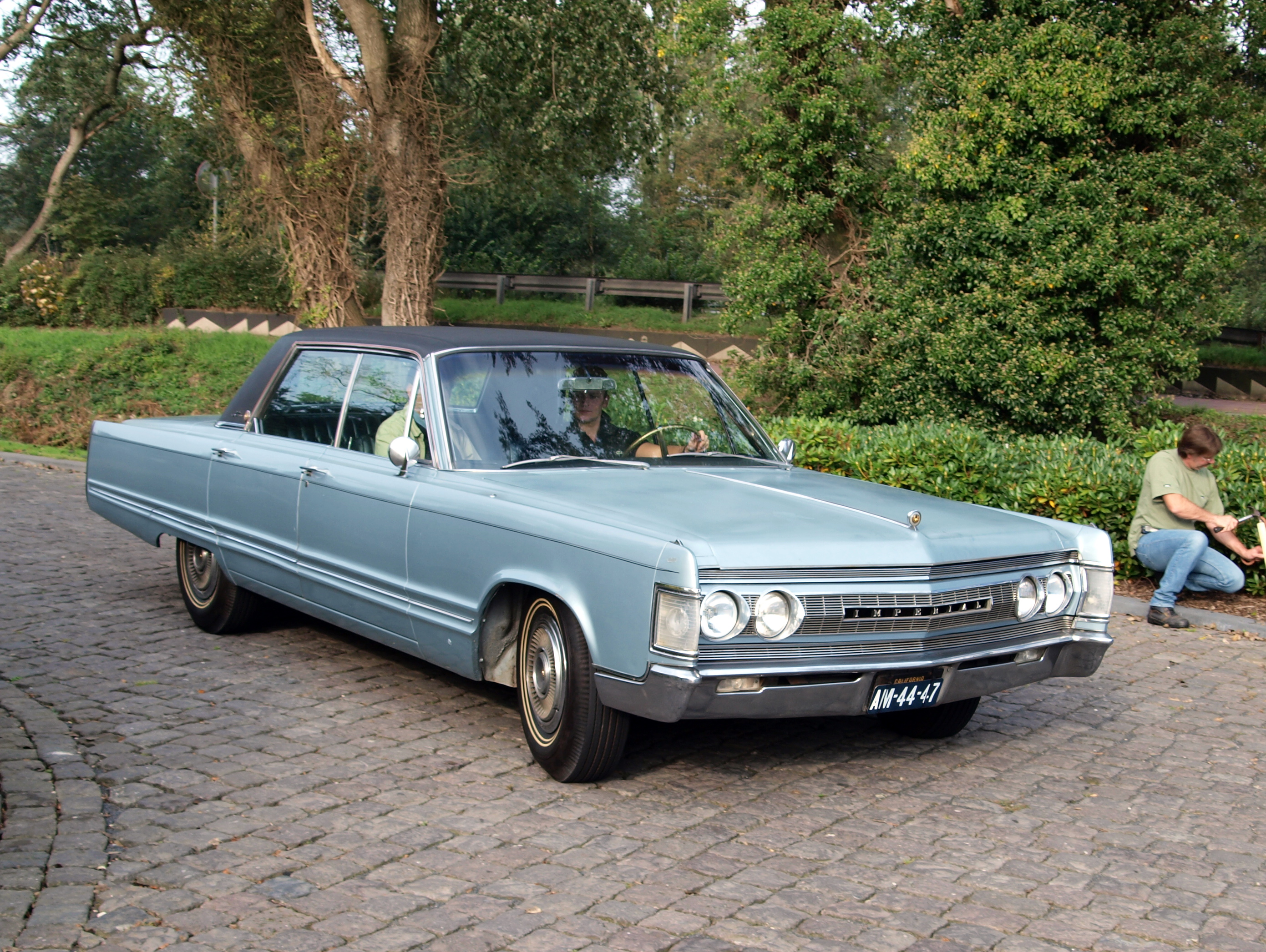
Imperial LeBaron (1967)

Die vierte Modellgeneration der Marke Imperial war die bis dahin kurzlebigste. Sie deckte nur zwei Modelljahre ab.
Mit der Einführung der neuen Generation zum Modelljahr 1967 wurde der Imperial nicht nur stilistisch überarbeitet, sondern nunmehr auch technisch vollständig neu konstruiert. Imperial gab mit dieser Generation als letzte Chrysler-Marke den seit 1955 verwendeten separaten Rahmen auf und ging zu einer selbsttragenden Karosserie über. Die neuen Imperial-Modelle verwendeten die gleiche Konstruktion wie Chryslers übrige Full-Size-Modelle; technisch basierten sie damit auf der C-Plattform. Für den Imperial wurde die Konstruktion im Bereich des Vorderwagens um 76 mm verlängert; im Übrigen war sie mit den regulären Chrysler-Modellen identisch. Im Vergleich zu den Vorjahresmodellen reduzierte sich der Radstand allerdings um 50 mm.
Die Karosserie wurde neu gestaltet. Stilistisch setzte die Imperial-Karosserie Elwood Engels Designkonzept aus horizontalen Linien und scharf geschnittenen Kanten fort. Sie zeigte starke Familienähnlichkeit mit den übrigen Full-Size-Modellen Chryslers, allerdings waren die äußeren Blechteile nicht austauschbar. Die Frontpartie trug einen waagerechten Grill, der über die gesamte Fahrzeugbreite reichte; darin waren verchromte Doppelscheinwerfer eingelassen. Zum Modelljahr 1968 wurde das Muster der Kühlervergitterung um die vorderen Kotflügelecken herumgezogen, sodass es nun in die Wagenflanken hineinragte. Die hinteren Kotflügel mündeten in verchromten Stoßhörnern, die – anders als vergleichbare Elemente bei Cadillac – keine Leuchteinheiten trugen. Die Rückleuchten waren zwischen den Hörnern angeordnet und reichten über die gesamte Wagenbreite; sie waren ebenso wie der Kühlergrill mit horizontalen Chromstreben verziert. In der Mitte befand sich in einem runden Ornament ein stilisierter Adler. Die stilisierte Reserveradabdeckung im Kofferraumdeckel wurde nicht vom Vorgängermodell übernommen; sie fand sich ein Jahr später bei Fords Personal Luxury Coupé Continental Mark III wieder.
Die Imperial der Modelljahre 1967 und 1968 waren als zweitüriges Cabriolet, als zweitüriges Coupé sowie als viertürige Limousine erhältlich. Bei den Coupés war die C-Säule auf Wunsch vom Rest des Dachs farblich abgesetzt. Die Limousine gab es anders als im Vorjahr nun in zwei Bauformen: Wie bisher wurde ein Hardtop Sedan ohne fest stehende B-Säule angeboten; daneben erschien erstmals seit 1959 wieder eine Limousine mit durchgehendem Mittelpfosten, die als Sedan verkauft wurde. Diese gesamte Bandbreite der Karosserieversionen gab es nur in der Crown-Reihe. Der teurere LeBaron war hingegen lediglich als Hardtop Sedan erhältlich.
Die Antriebstechnik blieb unverändert. Weiterhin wurden alle Imperial-Modelle von dem 7,2 Liter großen V8-Motor angetrieben, der serienmäßig 350 Netto-PS (SAE) leistete. 1968 bot Imperial für alle Modelle gegen Aufpreis eine Version mit 360 Netto-PS (SAE) an, die mit einem Doppelauspuff ausgestattet war.
Im Vergleich zum Modelljahr 1966 stieg die Produktion 1967 um etwa 3500 Fahrzeuge auf 17620 Exemplare. Im folgenden Jahr sank sie auf 15367 Fahrzeuge ab. Das erfolgreichste Einzelmodell war in beiden Jahren der Crown Hardtop Sedan, von denen 9415 (1967) bzw. 8492 Fahrzeuge entstanden. Die Limousine mit B-Säule erreichte jeweils lediglich ein Drittel davon. Am geringsten nachgefragt war das Cabriolet, das jeweils nur in 577 bzw. 474 Exemplaren entstand und mit Ablauf dieser Modellgeneration eingestellt wurde. In beiden Jahren belegte Imperial Platz 14 in der US-amerikanischen Verkaufsstatistik.

### Fünfte Generation: 1969–1973

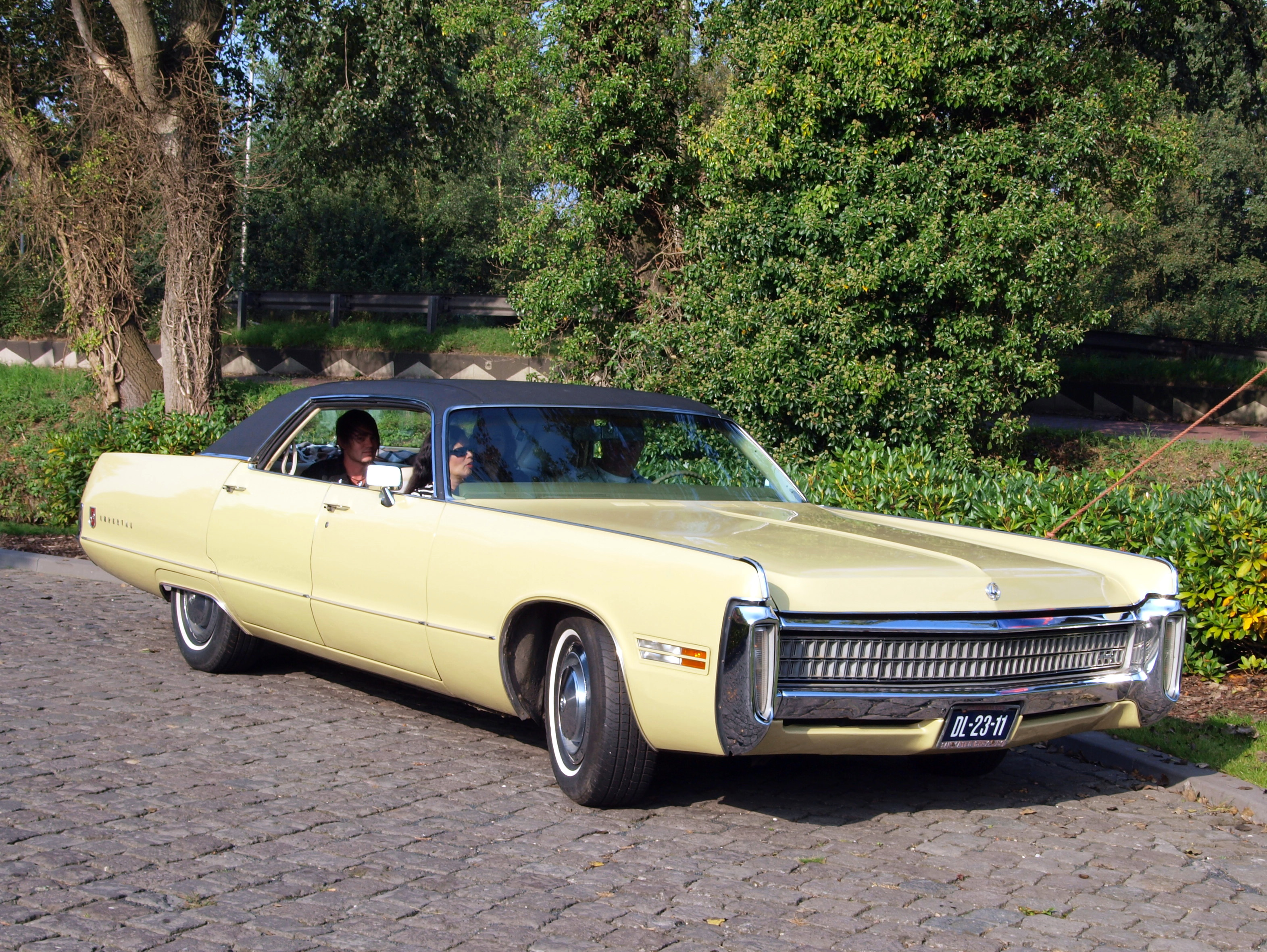
Imperial LeBaron (1972)

Mit dem Begriff Fuselage Styling („Flugzeugrumpf-Look“) ist das neue Chrysler-Styling für 1969 beschrieben. Anstatt der rechteckigen Formen von 1964 bis 1968 hatte der 1969er Imperial tonnenförmig abgerundete Fahrzeugseiten, die unter der Gürtellinie herausgewölbt und zu den Schwellern hin eingezogen waren. Anders als bei den Modellen 1960–1968 teilte sich der Imperial eine Karosserie mit den anderen großen Chrysler-Modellen, um Kosten zu sparen. Im Zeichen der Zeit sah die Karosserie einfacher aus und wies weniger Chromzierrat auf. Zum ersten Mal waren die Scheinwerfer hinter elektrisch betätigten Klappen verborgen, so dass der Kühlergrill optisch die gesamte Fahrzeugbreite einnahm. 1969 wurde letztmals der Imperial Sedan angeboten und erstmals ein zweitüriger Imperial LeBaron. Auch auf das Cabriolet verzichtete man, nachdem es sich in den vorhergehenden Jahren schlecht verkauft hatte.
An der Technik wurde wenig verändert; man vertraute immer noch auf die Monocoque-Konstruktion und auch Motor, Automatikgetriebe und Radaufhängung blieben gleich.
Die Modelle von 1970 unterschieden sich nur in wenigen Details. Das Rechteckmuster des Kühlergrills wurde größer, die vorderen Seitenleuchten wurden rechteckig. Es gab breite Chromstreifen an den Schwellern und auf Wunsch seitliche Vinylverzierungen. Standardmäßig hatten die 1970er Imperials keine Abdeckungen für die hinteren Radausschnitte (Fender Skirts). Der Imperial war 1970 der längste Pkw in den USA – ganze 5,8 m – mit Ausnahme des Cadillac Fleetwood Serie 75. Für den Imperial Crown war es das letzte Jahr, danach war nur noch der LeBaron verfügbar.
1971 gab es nur noch zwei Modelle: den Imperial LeBaron in zwei- und in viertüriger Hardtop-Ausführung. Den Imperial-Adler an der Fahrzeugfront gab es nicht mehr; er wurde durch das Wort „IMPERIAL“ ersetzt, dafür fand sich ein kleinerer Adler auf den leicht abgewandelten Scheinwerferabdeckungen. Auf der Kofferraumhaube stand erstmals „IMPERIAL by Chrysler“. Der 1971er Imperial war der erste auf (seltenen) Wunsch mit Bendix-ABS an allen vier Rädern ausgestattete Wagen der USA. In den zweitürigen Hardtops war erstmals ein Schiebedach erhältlich.
Das Vinyldach gehörte zur Grundausstattung, aber es gab auch kurze Zeit ein burgunderfarbenes Vinyldach für burgunderfarbig lackierte Fahrzeuge. Allerdings bleichte die Burgunderfarbe unter Sonneneinstrahlung aus und ließ ein florales Muster deutlich hervortreten. Chrysler tauschte viele der betroffenen Dächer kostenlos gegen weiße oder schwarze Exemplare aus der Grundausstattung aus, aber einige blieben auch erhalten.
1972 wurde die Karosserie überarbeitet, die allerdings als Evolution des „Flugzeugrumpf“-Stils zu bewerten war. Das Dach blieb gleich, die Flanken wiesen jedoch nicht mehr die zuvor im oberen Bereich verlaufende Sicke auf, wodurch die Seiten rundlicher und massiver wirkten. Die Fahrzeugfront einschließlich Motorhaube war komplett neu und sehr beeindruckend. Auch das Heck wurde stark überarbeitet und die Rückleuchten hatten zum ersten Mal eine vertikale Tropfenform. Die hinteren Seitenmarkierungsleuchten hatten die Form eines Wappens mit Adler darauf. Erstmals war auch im Viertürer ein Schiebedach erhältlich.
Die neuen Vorschriften für Stoßfänger zwangen 1973 zur Installation von großen Gummihörnern vorn und hinten, die die Wagen um 152 mm verlängerten. Das Gitter des Kühlergrills war nun etwas kleinmaschiger, sonst veränderte sich wenig. Auf Wunsch war erstmals eine Diebstahlwarnanlage erhältlich.

### Letzte Generation: 1974–1975

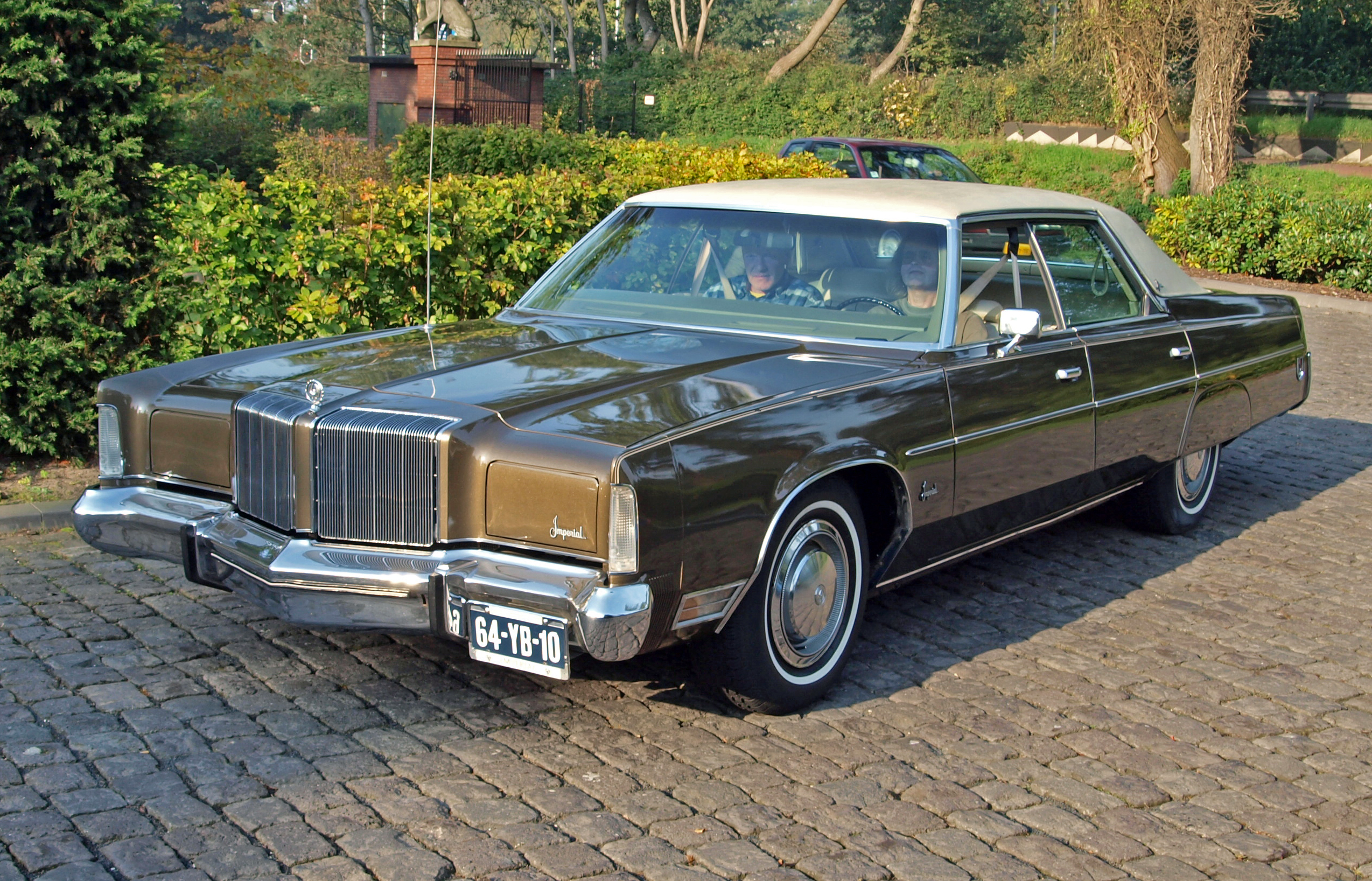
Imperial LeBaron (1974)

1974, zum 50. Jahrestag von Chrysler, wurde der große Imperial ein weiteres Mal überarbeitet. Das neue Modell entsprach technisch vollständig dem Chrysler New Yorker. Er übernahm – anders als die bisherigen Imperials – den Radstand des New Yorker ebenso unverändert wie die Rohkarosserie, die Verglasung und Aufbauteile wie Dach und Türen. Die Imperials unterschieden sich vor allem in der Gestaltung der Front- und Heckpartie. Die Wagenfront trug nun statt des bisherigen, über die gesamte Breite gehenden Grills einen schmalen, in Chrom eingefassten Kühlergrill mit senkrechten Streben im sog. „Wasserfall-Design“. Während die New-Yorker-Modelle vier offene Scheinwerfer in Chromeinfassung trugen waren die Scheinwerfer des Imperial im Ruhezustand hinter einer in Wagenfarbe lackierten Abdeckung verborgen.
Die auf Kostenüberlegungen zurückzuführende Vereinheitlichung der Imperials mit den Chrysler-Modellen bewirkte, dass der 1974 vorgestellte Imperial etwa 75 mm kürzer war als sein Vorgänger; gleichzeitig war er um etwa 50 kg leichter, ohne dass sich dadurch positive Auswirkungen auf den Kraftstoffverbrauch ergaben.
Eine Besonderheit des Imperial der Modelljahre 1974 und 1975 war die serienmäßige Ausstattung mit vier Scheibenbremsen sowie einer elektronischen Zündanlage. Für 1975 wurde die Konstruktion nahezu unverändert übernommen; die Änderungen beschränkten sich auf Ausstattungsdetails.
Die Marke Imperial litt Mitte der 1970er Jahre mehr als andere Luxusmarken unter den Auswirkungen der Ölkrise. Zwar lagen die Verkaufspreise für die Imperial-Modelle 1974 und 1975 mit 7.705 $ (Basispreis der Limousine 1974) bzw. 8844 $ (1975) geringfügig unterhalb derer vergleichbarer Cadillac- und Lincoln-Modelle; dennoch wurden Imperial-Modelle bald nicht mehr als attraktiv empfunden. Zumeist wird dies auf die große Ähnlichkeit zu den deutlich günstigeren Chrysler-Modellen zurückgeführt. 1975 konnte Chrysler nicht einmal mehr 10.000 Exemplare des Imperial absetzen. Mit Ablauf des Modelljahrs 1975 stellte Chrysler die Marke Imperial schließlich ein. Die Produktion der Fahrzeuge wurde fortgesetzt, allerdings wurden sie von 1976 bis 1978 als Chrysler New Yorker Brougham verkauft.

### Sondermodell: Crown Imperial Limousine

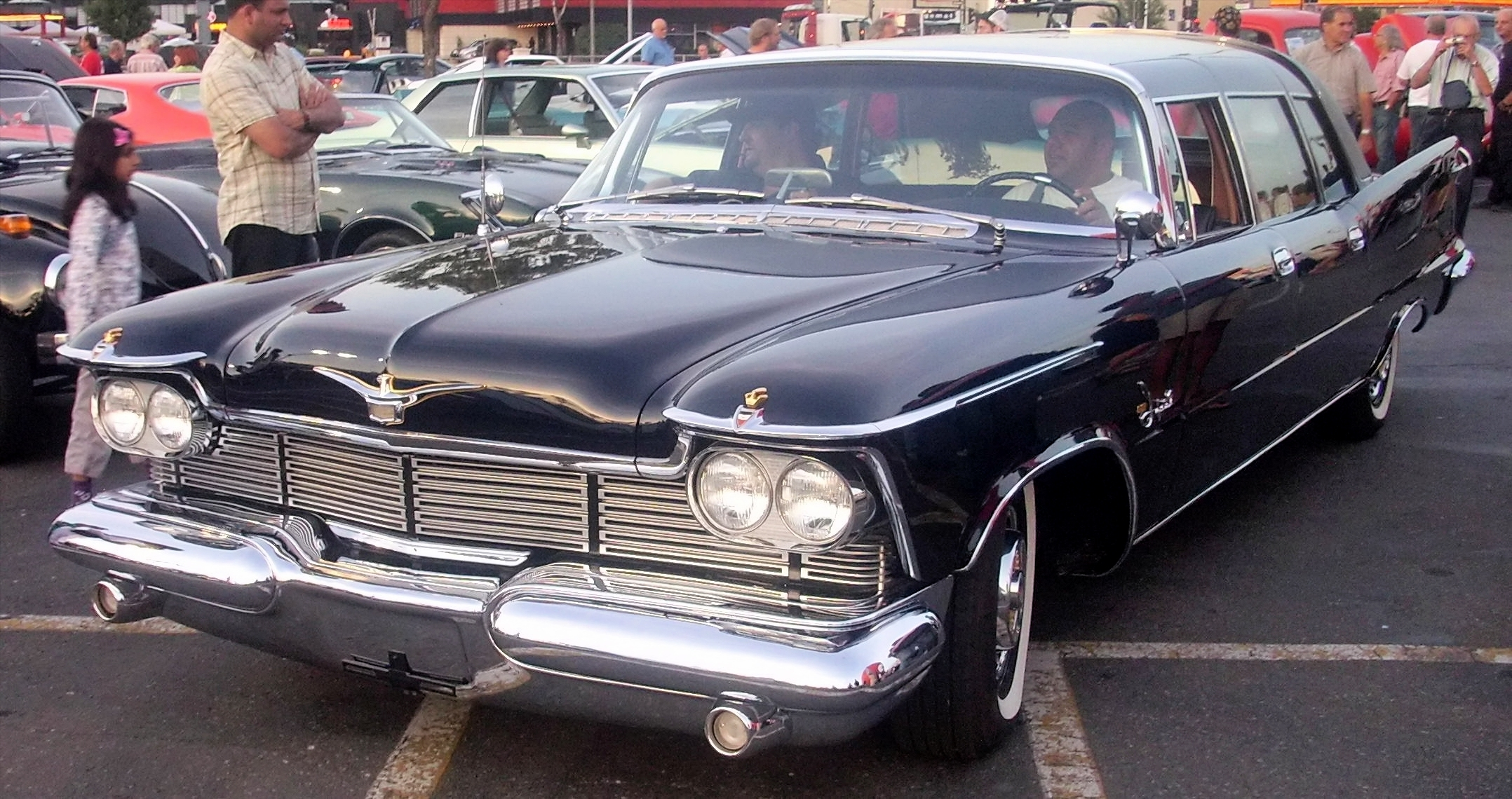
Crown Imperial Limousine (1957)

Von 1955 bis 1970 bot Imperial werksseitig Repräsentationslimousinen mit verlängertem Radstand an. Sie trugen die Bezeichnung Crown Imperial. Formal und technisch machten sie – anders als die Cadillac-Limousinen der Serie 75, mit denen sie konkurrierten – alle Änderungen der regulären Modelle ohne zeitliche Verzögerung mit. In den ersten beiden Jahren entstanden die Limousinen parallel zu den Standard-Modellen in einem Chrysler-Werk in Detroit. Beginnend mit dem Modelljahr 1957 wurde die Produktion nach Italien zur Carrozzeria Ghia ausgelagert. Hier entstanden in acht Jahren insgesamt 132 Limousinen in Handarbeit. 1965 übernahm kurzzeitig der spanische Betrieb Barreiros die Fertigung des Crown Imperial. In zwei Jahren entstanden allerdings nur zehn weitere Fahrzeuge. Von 1967 bis 1970 schließlich fertigte Armbruster-Stageway in den USA im Werksauftrag die letzten Crown Imperials.
Die Crown Imperials erreichten nie die Verkaufszahlen des Cadillac Series 75. Die Jahresproduktion war regelmäßig auf niedrige zweistellige Zahlen beschränkt. Ein wesentlicher Grund dafür war der extrem hohe Preis der Imperials, der jeweils über 15.000 US-$ lag. Damit war der Crown Imperial mindestens doppelt so teuer wie ein Cadillac.
Die englische Königin Elisabeth II. nutzte 1959 einen Crown Imperial bei einem Staatsbesuch in Kanada. Bei der Beerdigung von John F. Kennedy im November 1963 fuhr ein Crown Imperial mit Jackie Kennedy und ihren Kindern an der Spitze des Konvois.

## Wiederbelebungen des Namens Imperial

### Personal Luxury Coupé: Imperial J-Body (1981–1983)

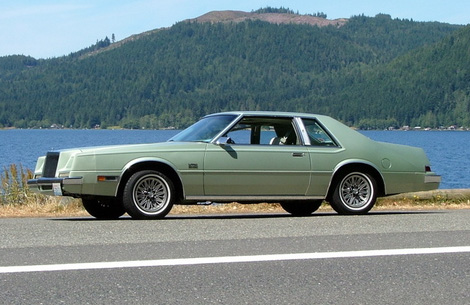
Chrysler Imperial J-Body (1981)

Für die Modelljahre 1981 bis 1983 kehrte der Markenname Imperial auf den amerikanischen Markt zurück. Im Sommer 1980 präsentierte Chrysler ein im Bereich der Personal Luxury Cars angesiedeltes Coupé, das mit dem Cadillac Eldorado und dem Continental Mark VI konkurrieren sollte. Der neue Imperial, kleiner und leichter als seine Vorgänger, gehörte 1981, als Chrysler mit den K-Cars eine stark verkleinerte Modellfamilie einführte, zu den größten Fahrzeugen des Konzerns. Der Imperial basierte auf der J-Plattform und war eng mit dem Chrysler Cordoba der zweiten Serie sowie dem Dodge Mirada verwandt. Der Imperial übernahm von diesen weitaus preiswerteren Modellen wesentliche Teile des Fahrwerks, der Mechanik und auch viele Karosserie- und Glaselemente. Designunterschiede gab es vor allem an der Front- und an der Heckpartie. Die Frontpartie war gegenüber dem Basisfahrzeug verlängert worden. Sie trug einen massiven Kühlergrill sowie etwas zurückliegend positionierte Klappscheinwerfer. Die Heckpartie wies ein sog. Hooper-Heck auf: Sie griff die kurz zuvor beim Cadillac Seville eingeführte Kopie des sog. Hooper-Hecks auf, eine an britische Karosserien der 1950er Jahre erinnernde Gestaltung, die in den frühen 1980er Jahren ein zwingendes Stilelement für Luxusfahrzeuge wurde. Als Antrieb diente ein 5,2 Liter großer Achtzylinder-Ottomotor, der über eine elektronische Benzineinspritzung verfügte. Sie war sehr unzuverlässig und wurde von vielen Kunden nachträglich durch herkömmliche Vergaseranlagen ersetzt. Der Imperial war komplett ausgestattet; mit Ausnahme eines Schiebedachs gab es keine aufpreispflichtige Sonderausstattung. Eine besondere Ausstattungsvariante war die Frank Sinatra Edition, die über eine besondere Lackierung verfügte und mit Musikkassetten von Frank Sinatra geliefert wurde. Einige Imperials nahmen von 1981 bis 1985 an NASCAR-Rennen teil. Chrysler plante, insgesamt 25.000 Exemplare des Imperial abzusetzen. Tatsächlich wurden in drei Jahren lediglich etwas mehr als 12.000 Fahrzeuge hergestellt. Heute sind die Wagen, die wegen ihres mangelnden Verkaufserfolges selten sind, gesucht.

### Chrysler Imperial Y-Body (1990–1993)

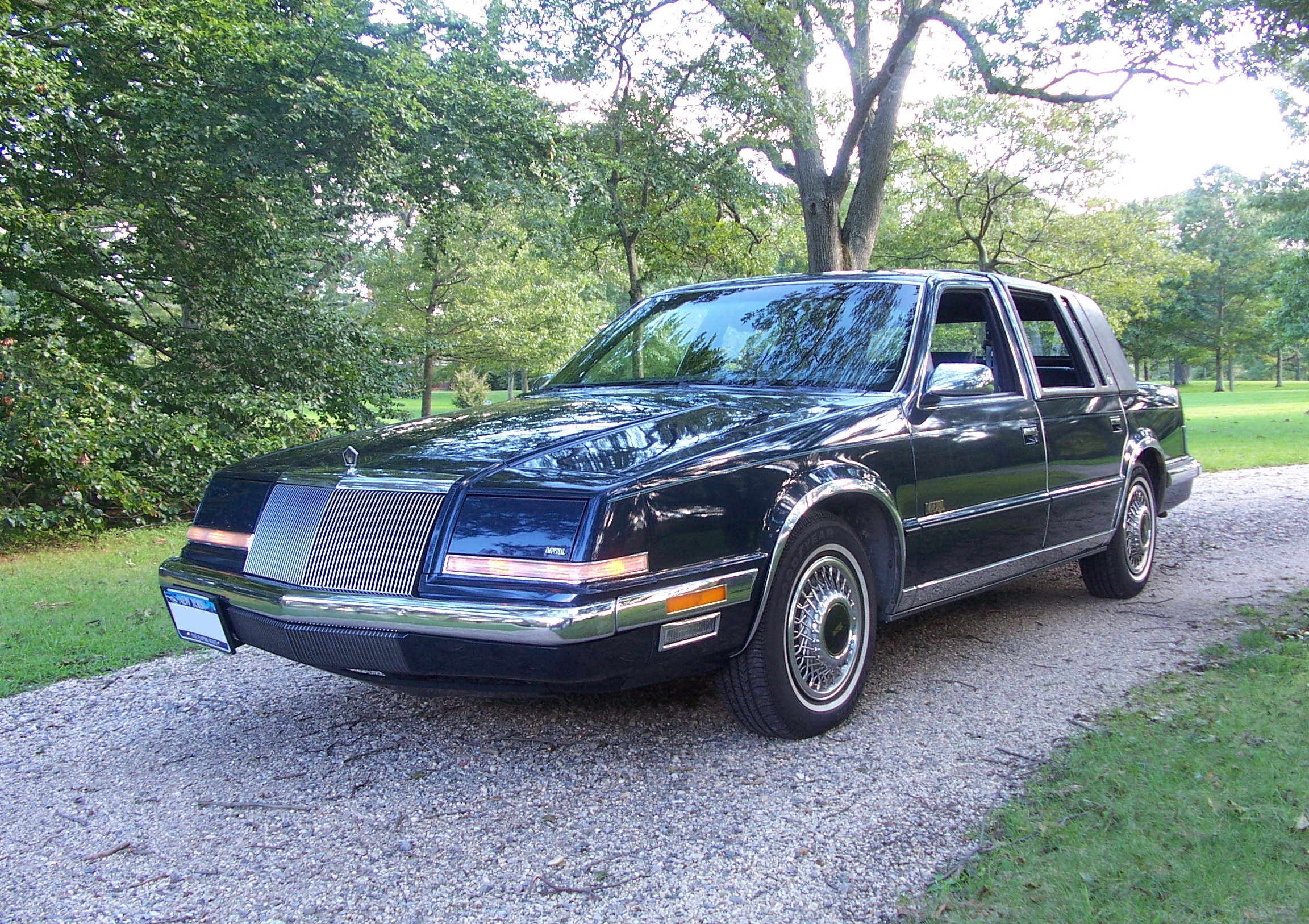
Chrysler Imperial Limousine (1992)

In den Jahren 1990 bis 1993 produzierte Chrysler noch einmal Modelle mit dem Namen Chrysler Imperial, um Konkurrenzmodellen wie dem Cadillac Seville und dem Lincoln Continental ein eigenes Modell entgegensetzen zu können.
Das bisher letzte Imperialmodell war von 1990 bis 1993 eine Luxusausführung des damaligen Chrysler New Yorker mit Frontantrieb, anfangs einem 3,3-Liter-V6, der ab 1991 durch einen unwesentlich stärkeren 3,8-Liter-V6 ersetzt wurde, und Ausstattungsdetails wie u. a. Speichenradkappen, Klappscheinwerfer und Vinyldach. In vier Jahren liefen 37.500 Exemplare dieses Modells vom Band.

## In Filmen und Fernsehserien
- In Point Blank fährt und crasht Lee Marvin wiederholt ein Imperial Cabriolet von 1967.
- In Lemony Snicket – Rätselhafte Ereignisse fährt Count Olaf (Jim Carrey) eine Imperial Crown Pullman-Limousine.
- In der Fernsehserie Green Hornet fährt Kato (Bruce Lee) das „The Black-Beauty“-Arsenal, das auf einer Imperial-LeBaron-Limousine aufgebaut ist.
- In dem Film Der große Coup (Originaltitel: Charley Varrick) fährt der Auftragskiller Molly (Joe Don Baker) einen Imperial aus den frühen 1970er Jahren.
- In dem Film Auf dem Highway ist die Hölle los (Cannonball Run) von 1981 fahren Burt Reynolds und Dom DeLuise eine viertürige Limousinen-Ausführung des 1981er Imperial Coupé. Das Fahrzeug nimmt an einem Cannonball-Rennen teil und trägt aus Tarnungsgründen eine Lackierung der Army.
- In der Actionkomödie The Green Hornet, die auf der Fernsehserie basiert, kommt ebenfalls ein Imperial als „The Black Beauty“ vor.

## Übersicht über Pkw-Marken aus den USA, die Imperial beinhalten
| Marke    | Hersteller                                | Vermarktungsbeginn | Vermarktungsende | Ort, Bundesstaat           |
| -------- | ----------------------------------------- | ------------------ | ---------------- | -------------------------- |
| Imperial | Philadelphia Motor Vehicle Company        | 1900               | 1901             | Philadelphia, Pennsylvania |
| Imperial | Imperial Automobile Company (Detroit)     | 1903               | 1904             | Detroit, Michigan          |
| Imperial | Rodgers & Company                         | 1903               | 1904             | Columbus, Ohio             |
| Imperial | Imperial Motor Car Company (Pennsylvania) | 1907               | 1908             | Williamsport, Pennsylvania |
| Imperial | Imperial Automobile Company (Jackson)     | 1908               | 1916             | Jackson, Michigan          |
| Imperial | Imperial Motor Car Company (Texas)        | 1910               | 1910             | Houston, Texas             |
| Imperial | Imperial (Automarke)                      | 1954               | 1975             | Detroit, Michigan          |